# Пітк'ярв
Пітк'ярв (ест. Pitkjärv, інші назви ест. Pikkjärv, Koigi Pitkjärv, Koigi Pikkjärv) — озеро в Естонії, що розташоване на острові Сааремаа, у волості Лаймяла. Входить до складу групи озер Коїгі.